# Death Ramps
«Death Ramps» és una cançó de la banda d'indie rock anglesa Arctic Monkeys sota el pseudònim The Death Ramps. Les cançons en el senzill són ambdues b-sides del seu senzill "Teddy Picker" del seu segon àlbum Favourite Worst Nightmare. El vinil va ser limitat a solament 250 còpies.
| «                | Dissortadament no se'ns permeten dir la veritable identitat de The Death Ramps, però podem dir que són una banda amb Un Romanç Cert (A Certain Romance) (picada d'ullet, picada d'ullet). | » |
| — Domino Records | |   |

## Llista de cançons
1. "The Death Ramps" – 3:19 (Death Ramps)
2. "Nettles" – 1:45 (lletra d'Alex Turner; música de Death Ramps)